# 10 Korpus Zmechanizowany (ZSRR)
10 Korpus Zmechanizowany (ros. 10-й механизированный корпус) – wyższy związek taktyczny wojsk zmechanizowanych Armii Czerwonej okresu II wojny światowej.

## I formowanie
Pierwsze formowanie Korpusu rozpoczęto marcu 1941 roku w Leningradzkim Okręgu Wojskowym.

### Skład
- 21 Dywizja Pancerna,
- 24 Dywizja Pancerna,
- 198 Dywizja Zmotoryzowana,
- 7 pułk motocyklowy,
- oddziały korpuśne:
  - 386 samodzielny batalion łączności,
  - 34 samodzielny zmotoryzowany batalion saperów,
  - 110 korpuśna eskadra lotnicza,
  - 65 polowa kasa Gosbanku.

### Wypsosażenie
22 czerwca 1941 10 Korpus zmechanizowany miał na stanie:
- 506 czołgów (bez 198 Dywizji Zmotoryzowanej), w tym:
  - 276 BT,
  - 227 T-26, w tym 38 z miotaczami płomieni (chemiczne),
  - 2 T-27,
  - 1 T-38,
- 86 samochodów pancernych BA-10 i BA-20.

Dowódcy 10 Korpusu Zmechanizowanego:
- generał major Iwan Łazariew – 11.03.1941 – 20.07.1941.

W chwili ataku Niemiec korpus znajdował się w składzie 23 Armii Frontu Północnego w okolicach Leningradu. Od 25.06.1941 roku uczestniczył w walkach z armią fińską na przesmyku karelskim (wojna kontynuacyjna). Następnie przeniesiony na zachód od Leningradu do składu 8 Armii Frontu Północno-Zachodniego.
Rozformowany 20.06.1941 roku.

## II formowanie
Drugie formowanie 10 Korpusu Zmechanizowanego nastąpiło w grudniu 1944 roku. Był jedynym Korpusem Zmechanizowanym nie uczestniczącym w walce z wojskami niemieckimi 
Skład korpusu :
- 42 Brygada Zmechanizowana,
  - 67 pułk czołgów,
- 72 Brygada Zmechanizowana,
  - 264 pułk czołgów,
- 204 Brygada Pancerna,
- 1207 pułk artylerii samobieżnej,
- 1253 pułk artylerii samobieżnej,
- 1419 pułk artylerii samobieżnej,
- 621 pułk moździerzy,
- 1634 pułk artylerii przeciwpancernej,
- 970 pułk artylerii przeciwlotniczej,
- 55 batalion motocyklowy,
- 2 Gwardyjski dywizjon moździerzy (BM-13),
- oddziały korpuśne:
  - 1023 samodzielny batalion łączności,
  - 97 samodzielny zmotoryzowany batalion saperów,
  - 224 samodzielna kompania chemiczna,
  - 616 samodzielna kompania transportowa,
  - lotniczy oddział łączności,
  - 224 piekarnia polowa,
  - 3156 poczta polowa.

Dowódcy 10 Korpusu Zmechanizowanego:
- generał major Paweł Ziabriew – 01.12.1944 – 01.06.1945,
- generał porucznik Iwan Wasiliew – 05.07.1945 – 03.09.1945.

W dniu 05.08.1945 na stanie korpusu były 154 czołgi: 88 T-34, 53 T-26, 13 BT-7.
10 Korpus Zmechanizowany w okresie grudzień 1944 – wrzesień 1945 roku uczestniczył w operacjach:
- Operacja kwantuńska – 09.08.1945 – 02.09.1945.